# Dubbelmasker
Dubbelmasker is een Belgische stripreeks van scenarist Jean Dufaux en tekenaar Martin Jamar. De eerste drie albums van de reeks werden ingekleurd door Bertrand Denoulet. Het eerste nummer verscheen in 2004 bij uitgeverij Dargaud.